# Манчестер
Манчестер (енгл. Manchester) је метрополитанска област у Ширем Манчестеру, у Енглеској, са популацијом од 568.996 становника у 2022. години. Налази се у другом најнасељенијем градском подручју Уједињеног Краљевства, са популацијом од 2,8 милиона становника. Манчестер покрива Чеширска равница на југу, Пенинске планине на северу и истоку и лук градова са којима формира трајну конурбацију. Локална власт је Савет Манчестер Ситија.
Манчестер је историјски познат као први светски град који је индустријализован и по својој каснијој улози у индустријској револуцији. Град, често називан „главним градом северне Енглеске“ је уметничко, медијско, високошколско и трговинско средиште, а га неки га сматрају и „другим градом Уједињеног Краљевства“
Град Манчестер је метрополитенско подручје (metropolitan borough) са статусом града. Метрополитенско подручје има популацију од 441.200, док шире урбано подручје Манчестера има 2.240.230 становника, што га чини трећим највећим конурбураним подручјем после шире области Лондона и западног Мидлендса.
Манчестер је такође познат по својим спортским везама, будући да је дом Манчестер јунајтеда и Манчестер ситија, као и да је 2002. године био домаћин XVII игара Комонвелта.

## Историја
Назив града је из латинског (најме келтског порекла) Mamucium –састављено из mamm – прса а староенглеског ceaster –логор- табор.
Област Манчестер је била настањена још пре него су тамо дошли Стари Римљани.
У средњем веку је овде постојало утврђено насеље. Томас Де Ла Варе је овај посед 1422. године поклонио цркви да би ту саградили интернат за монахе и градњу универзитетског храма. У 14. веку Манчестер постаје трговачки центар за вунене производе и започео је традицију ткања сукна.
Индустријска револуција у 18. веку је релативно мало трговачко насеље претворило у велики индустријски центар. Ту је почео да се гали памук и да се развија ткалачка индустрија. Повећавао се број становника где су људи кретали за новим радним местима у Манчестерској индустрији. Појава прве жељезнице за лични транспорт и изградња првог канала поспешује развој града. На крају захваљујући и имиграцијама Маншетер у 19. веку постаје космополитски град.
Манчестер је у међуратном раздобљу био захваћен кризом које де дотакла пре свега текстилне индустрије. У доба Другог светског рата се у овом граду израђују авиони од којих је најпознатији био бомбардер Авро Ланкастер. Манчестер је од нацистичког бомбардовања које је било често страдао у Другом светском рату.
У годинама 1996. и 2000. Манчестер се кандидовао за одржавање Летњих олимпијских игара.

## Становништво
Према процени, у граду је 2008. живело 395.323 становника.
| 1981.   | 1991.   | 2001.   |
| ------- | ------- | ------- |
| 437.612 | 402.889 | 394.269 |

## Географија

### Клима
| Клима Манчестера (MAN), елевација: 69 m (226 ft), 1981–2010 нормале, екстреми 1958–2004 | Клима Манчестера (MAN), елевација: 69 m (226 ft), 1981–2010 нормале, екстреми 1958–2004 | Клима Манчестера (MAN), елевација: 69 m (226 ft), 1981–2010 нормале, екстреми 1958–2004 | Клима Манчестера (MAN), елевација: 69 m (226 ft), 1981–2010 нормале, екстреми 1958–2004 | Клима Манчестера (MAN), елевација: 69 m (226 ft), 1981–2010 нормале, екстреми 1958–2004 | Клима Манчестера (MAN), елевација: 69 m (226 ft), 1981–2010 нормале, екстреми 1958–2004 | Клима Манчестера (MAN), елевација: 69 m (226 ft), 1981–2010 нормале, екстреми 1958–2004 | Клима Манчестера (MAN), елевација: 69 m (226 ft), 1981–2010 нормале, екстреми 1958–2004 | Клима Манчестера (MAN), елевација: 69 m (226 ft), 1981–2010 нормале, екстреми 1958–2004 | Клима Манчестера (MAN), елевација: 69 m (226 ft), 1981–2010 нормале, екстреми 1958–2004 | Клима Манчестера (MAN), елевација: 69 m (226 ft), 1981–2010 нормале, екстреми 1958–2004 | Клима Манчестера (MAN), елевација: 69 m (226 ft), 1981–2010 нормале, екстреми 1958–2004 | Клима Манчестера (MAN), елевација: 69 m (226 ft), 1981–2010 нормале, екстреми 1958–2004 | Клима Манчестера (MAN), елевација: 69 m (226 ft), 1981–2010 нормале, екстреми 1958–2004 |
| Показатељ \ Месец                                                                       | .Јан.                                                                                   | .Феб.                                                                                   | .Мар.                                                                                   | .Апр.                                                                                   | .Мај.                                                                                   | .Јун.                                                                                   | .Јул.                                                                                   | .Авг.                                                                                   | .Сеп.                                                                                   | .Окт.                                                                                   | .Нов.                                                                                   | .Дец.                                                                                   | .Год.                                                                                   |
| --------------------------------------------------------------------------------------- | --------------------------------------------------------------------------------------- | --------------------------------------------------------------------------------------- | --------------------------------------------------------------------------------------- | --------------------------------------------------------------------------------------- | --------------------------------------------------------------------------------------- | --------------------------------------------------------------------------------------- | --------------------------------------------------------------------------------------- | --------------------------------------------------------------------------------------- | --------------------------------------------------------------------------------------- | --------------------------------------------------------------------------------------- | --------------------------------------------------------------------------------------- | --------------------------------------------------------------------------------------- | --------------------------------------------------------------------------------------- |
| Апсолутни максимум, °C (°F)                                                             | 14,3 (57,7)                                                                             | 16,5 (61,7)                                                                             | 21,7 (71,1)                                                                             | 25,1 (77,2)                                                                             | 26,7 (80,1)                                                                             | 31,3 (88,3)                                                                             | 32,2 (90)                                                                               | 33,7 (92,7)                                                                             | 28,4 (83,1)                                                                             | 25,6 (78,1)                                                                             | 17,7 (63,9)                                                                             | 15,1 (59,2)                                                                             | 33,7 (92,7)                                                                             |
| Максимум, °C (°F)                                                                       | 7,3 (45,1)                                                                              | 7,6 (45,7)                                                                              | 10,0 (50)                                                                               | 12,6 (54,7)                                                                             | 16,1 (61)                                                                               | 18,6 (65,5)                                                                             | 20,6 (69,1)                                                                             | 20,3 (68,5)                                                                             | 17,6 (63,7)                                                                             | 13,9 (57)                                                                               | 10,0 (50)                                                                               | 7,4 (45,3)                                                                              | 13,5 (56,3)                                                                             |
| Просек, °C (°F)                                                                         | 4,5 (40,1)                                                                              | 4,6 (40,3)                                                                              | 6,7 (44,1)                                                                              | 8,8 (47,8)                                                                              | 11,9 (53,4)                                                                             | 14,6 (58,3)                                                                             | 16,6 (61,9)                                                                             | 16,4 (61,5)                                                                             | 14,0 (57,2)                                                                             | 10,7 (51,3)                                                                             | 7,1 (44,8)                                                                              | 4,6 (40,3)                                                                              | 10,0 (50)                                                                               |
| Минимум, °C (°F)                                                                        | 1,7 (35,1)                                                                              | 1,6 (34,9)                                                                              | 3,3 (37,9)                                                                              | 4,9 (40,8)                                                                              | 7,7 (45,9)                                                                              | 10,5 (50,9)                                                                             | 12,6 (54,7)                                                                             | 12,4 (54,3)                                                                             | 10,3 (50,5)                                                                             | 7,4 (45,3)                                                                              | 4,2 (39,6)                                                                              | 1,8 (35,2)                                                                              | 6,6 (43,9)                                                                              |
| Апсолутни минимум, °C (°F)                                                              | −12,0 (10,4)                                                                            | −13,1 (8,4)                                                                             | −9,7 (14,5)                                                                             | −4,9 (23,2)                                                                             | −1,7 (28,9)                                                                             | 0,8 (33,4)                                                                              | 5,4 (41,7)                                                                              | 3,6 (38,5)                                                                              | 0,8 (33,4)                                                                              | −4,7 (23,5)                                                                             | −7,5 (18,5)                                                                             | −13,5 (7,7)                                                                             | −13,5 (7,7)                                                                             |
| Количина падавина, mm (in)                                                              | 72,3 (2,846)                                                                            | 51,4 (2,024)                                                                            | 61,2 (2,409)                                                                            | 54,0 (2,126)                                                                            | 56,8 (2,236)                                                                            | 66,1 (2,602)                                                                            | 63,9 (2,516)                                                                            | 77,0 (3,031)                                                                            | 71,5 (2,815)                                                                            | 92,5 (3,642)                                                                            | 81,5 (3,209)                                                                            | 80,7 (3,177)                                                                            | 828,8 (32,63)                                                                           |
| Дани са падавинама (≥ 1.0 mm)                                                           | 13,1                                                                                    | 9,7                                                                                     | 12,3                                                                                    | 11,2                                                                                    | 10,4                                                                                    | 11,1                                                                                    | 10,9                                                                                    | 12,0                                                                                    | 11,1                                                                                    | 13,6                                                                                    | 14,1                                                                                    | 13,5                                                                                    | 142,9                                                                                   |
| Дани са снегом                                                                          | 6                                                                                       | 5                                                                                       | 3                                                                                       | 2                                                                                       | 0                                                                                       | 0                                                                                       | 0                                                                                       | 0                                                                                       | 0                                                                                       | 0                                                                                       | 1                                                                                       | 3                                                                                       | 20                                                                                      |
| Релативна влажност, %                                                                   | 87                                                                                      | 86                                                                                      | 85                                                                                      | 85                                                                                      | 85                                                                                      | 87                                                                                      | 88                                                                                      | 89                                                                                      | 89                                                                                      | 89                                                                                      | 88                                                                                      | 87                                                                                      | 88                                                                                      |
| Сунчани сати — месечни просек                                                           | 52,5                                                                                    | 73,9                                                                                    | 99,0                                                                                    | 146,9                                                                                   | 188,3                                                                                   | 172,5                                                                                   | 179,7                                                                                   | 166,3                                                                                   | 131,2                                                                                   | 99,3                                                                                    | 59,5                                                                                    | 47,1                                                                                    | 1.416,2                                                                                 |
| UV индекс                                                                               | 0                                                                                       | 1                                                                                       | 2                                                                                       | 4                                                                                       | 5                                                                                       | 6                                                                                       | 6                                                                                       | 5                                                                                       | 4                                                                                       | 2                                                                                       | 1                                                                                       | 0                                                                                       | 3                                                                                       |
| Извор #1: Met Office NOAA (relative humidity and snow days 1961–1990)                   |                                                                                         |                                                                                         |                                                                                         |                                                                                         |                                                                                         |                                                                                         |                                                                                         |                                                                                         |                                                                                         |                                                                                         |                                                                                         |                                                                                         |                                                                                         |
| Извор #2: KNMI Current Results - Weather and Science WeatherAtlas                       |                                                                                         |                                                                                         |                                                                                         |                                                                                         |                                                                                         |                                                                                         |                                                                                         |                                                                                         |                                                                                         |                                                                                         |                                                                                         |                                                                                         |                                                                                         |

## Партнерски градови
- Лос Анђелес
- Палембанг
- Кемниц
- Канпур
- Кордоба
- Реховот
- Амстердам
- Санкт Петербург
- Вухан
- Фејсалабад
- Ајдин
- Талдикорган